# 夏侯献
夏侯献（?—?），三国時人物。曹魏功臣夏侯氏出身，世系不明。

## 生平
魏明帝曹叡時代，遼東公孫淵杀死孙吴使者，外有高句丽、濊貊为仇，局势不稳。中領軍夏侯献上奏，按公孫淵之父公孫康服从的先例，派遣使者陈説利害，打消公孫淵的叛意。
後拜为領軍将軍。239年，曹叡临终時，夏侯献和燕王曹宇、曹休之子屯骑校尉曹肇、曹真之子武卫将军曹爽、曹操側室杜夫人之子骁骑将军秦朗受遺命辅佐皇太子曹芳。劉放、孫資建议以曹爽、司馬懿代曹宇等辅政。夏侯献、曹肇、秦朗和曹宇一起被更迭，相对流涙回家。
《三国志注·劉放传》引《世说新語》，记载之前夏侯献、曹肇对劉放、孫資掌握政治中枢不满。劉放、孫資身感危险，劝臨終的曹叡征召征伐遼東的司馬懿回朝。夏侯献先密通曹宇命令司馬懿出赴長安，劉放派的使者命令下达给司馬懿，司馬懿怀疑洛阳有事变，急忙回到洛阳。